# Syllepis
Syllepis és un gènere d'arnes de la família Crambidae descrit per Felipe Poey y Aloy el 1832.

## Taxonomia
- Syllepis aurora Munroe, 1959
- Syllepis hortalis (Walker, 1859)
- Syllepis latimarginalis Munroe, 1970
- Syllepis marialis Poey, 1832
- Syllepis religiosa Munroe, 1963
- Syllepis semifuneralis Munroe, 1970
- Syllepis triangulifera Munroe, 1970